# Klukwan
Klukwan (in Tlingit: Tlákw.aan) è un Census-designated place degli Stati Uniti d'America situata nella Census Area di Hoonah-Angoon dello stato dell'Alaska.

## Geografia fisica
Klukwan si trova sulla riva settentrionale del fiume Chilkat, presso la giunzione con il fiume Klehini, lungo un antico sentiero noto come Dalton trail che oggi corrispondente all'incirca alla Haines Highway, che collega appunto Haines con la rete stradale della Columbia Britannica.

## Storia
Klukwan è un villaggio tradizionale Tlingit abitato nei tempi passati dalla tribù Chilkat, nota per la produzione dei tessuti Chilkat realizzati con pelo di capra di montagna e corteccia di cedro.
Nel 1880, la Marina statunitense ha censito il villaggio con il nome "Chilkat of Klukwan". Il nome in lingua tlingit era Tlákw.aan che significa "villaggio eterno".
I Chilkat controllavano il sentiero, che verrà poi chiamato Dalton Trail, che passando attraverso il passo di Chilkat consentiva di commerciare con gli indiani che abitavano le zone interne. Da questo controllo e dal pedaggio richiesto per il passaggio i Chilkat traevano molto della loro ricchezza. A quei tempi esistevcvano cinque villaggi Chilkat con una popolazione complessiva di circa 1000 persone.
Durante la corsa all'oro del Klondike il percorso venne inizialmente utilizzato da minatori e avventurieri che dall'Alaska si recavano a Dawson City. Dopo il 1990, con l'apertura delle rotte più brevi che passavano per il Chilkoot Pass e il White Pass, il Dalton Trail perse importanza. Nei primi anni del 1900 Klukwan era l'ultimo villaggio Chilkat rimasto nella zona.